# Cham, Schweiz
Cham är en stad och kommun i kantonen Zug, Schweiz. Kommunen är sett till invånarantalet,  den tredje största i kantonen. Den ligger på Zugsjöns nordsida, vid floden Lorzes utlopp ur sjön. För att undvika förväxling med en stad i Bayern med samma namn skriver man ofta Cham ZG.

## Historia
Arkeologer har funnit en vattenkvarn och en bondgård från romartiden nära Lorze.
Gården Chama omnämns 858 i ett gåvobrev från kung Ludvig den tyske till Fraumünsterklostret i Zürich. På Sankt Andreas-udden i Zugsjön fanns ett kapell. I mitten av 1300-talet omnämns en borg på Sankt Andreas-udden och när adelsfamiljen von Hünenberg försökte skapa en stad som konkurrerade med Zug fick Cham år 1360 rätt att hålla marknad och uppta borgare. Staden Zug övertog i början av 1400-talet rättigheter över Cham, vilka den bibehölls till 1799. Genom att sänka Lorzes utlopp ur Zugsjön kunde sjön 1592 sänkas. Därigenom vanns stora landområden. Under 1600-talet anlades ett färgeri, ett pappersbruk och en smedja vid floden.
Mellan 1850 och 1888 mer än fördubblades befolkningen. År 1864 öppnades järnvägsstationen på linjen Zürich-Luzern. Den dåtida största arbetsgivaren: "Anglo-Swiss Condensed Milk" köpte in stora mängder mjölk som bearbetades till exportprodukterna mjölkpulver och barnmat, vilket påskyndade omställningen mot mjölkproduktion inom jordbruket i centralschweiz. Företaget fusionerades 1905 med Nestlé men under mellankrigstiden lades produktionen ned.

### Klostret Frauenthal
Runt år 1240 grundades cisterciensinne-klostret Frauenthal, 4 kilometer nedströms Lorze, som byggde upp ett jordinnehav i omgivningen. I början fanns ingen klausur, utan abbedissan och klostersystrarna tillhörde adels- och borgarfamiljer ur centrala och östra Schweiz och hade privategendom. Först under 1600-talets andra hälft genomfördes den tridentinska reformen med klausur och strängare regler. Klostret är fortfarande aktivt.

## Kommunen
Kommunen omfattar orten Cham och byarna Enikon, Lindencham, Friesencham, Hagendorn, Rumentikon, Niederwil, Oberwil och Bibersee. Antalet arbetsplatser år 2008 var 7 920, motsvarande 6 709 heltidsarbeten.

## Stadsbild
Staden ligger längs Zugsjön och Lorze och har industriell prägel med en pappersfabrik på högra Lorzestranden. Den senbarocka Sankt Jakobs-kyrkan, invigd 1796 ligger på en kulle på vänstra stranden. Längs Zugsjön finns ett trevligt landskap med "Villette"-parken i engelsk stil och några slottsliknande byggnader.

## Kommunikationer
Cham har två järnvägsstationer längs S-banelinjen Luzern-Zug: Cham och Cham Alpenblick, båda med bussanslutning. Dessutom två nära motorvägsutfarter.

### Vapnet
Stadens vapen, en röd upprest björn i silver, syns på en monstrans från 1608 i Sankt Jakobskyrkan. Det antas ha övertagits från en gårdsförvaltare.

## Demografi
Kommunen Cham har 17 867 invånare (2023).
|  | Tyska (86,4 %) |

|  | Franska (1,1 %) |

|  | Italienska (2,1 %) |

|  | Rätoromanska (0,2 %) |

|  | Övriga (10,2 %) |

|  | Tyska (87,2 %) |

|  | Franska (0,8 %) |

|  | Italienska (1,8 %) |

|  | Rätoromanska (0,4 %) |

|  | Övriga (9,8 %) |

Uppgifterna från 2000 är baserade på en folkräkning.
Uppgifterna från 2014 är baserade på fem på varandra följande årliga strukturundersökningar. Resultaten extrapoleras. De bör tolkas med försiktighet i kommuner med mindre än 3 000 invånare.

## Kända personer från Cham
- Victor Villiger (1868–1934), kemist[7]

## Bildgalleri

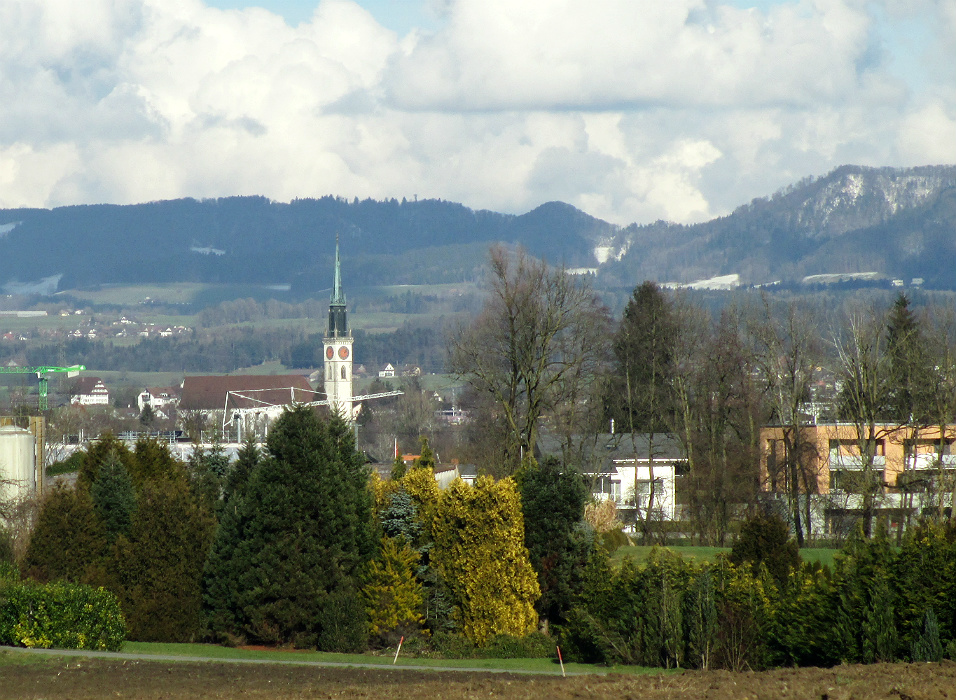
Cham med omgivning
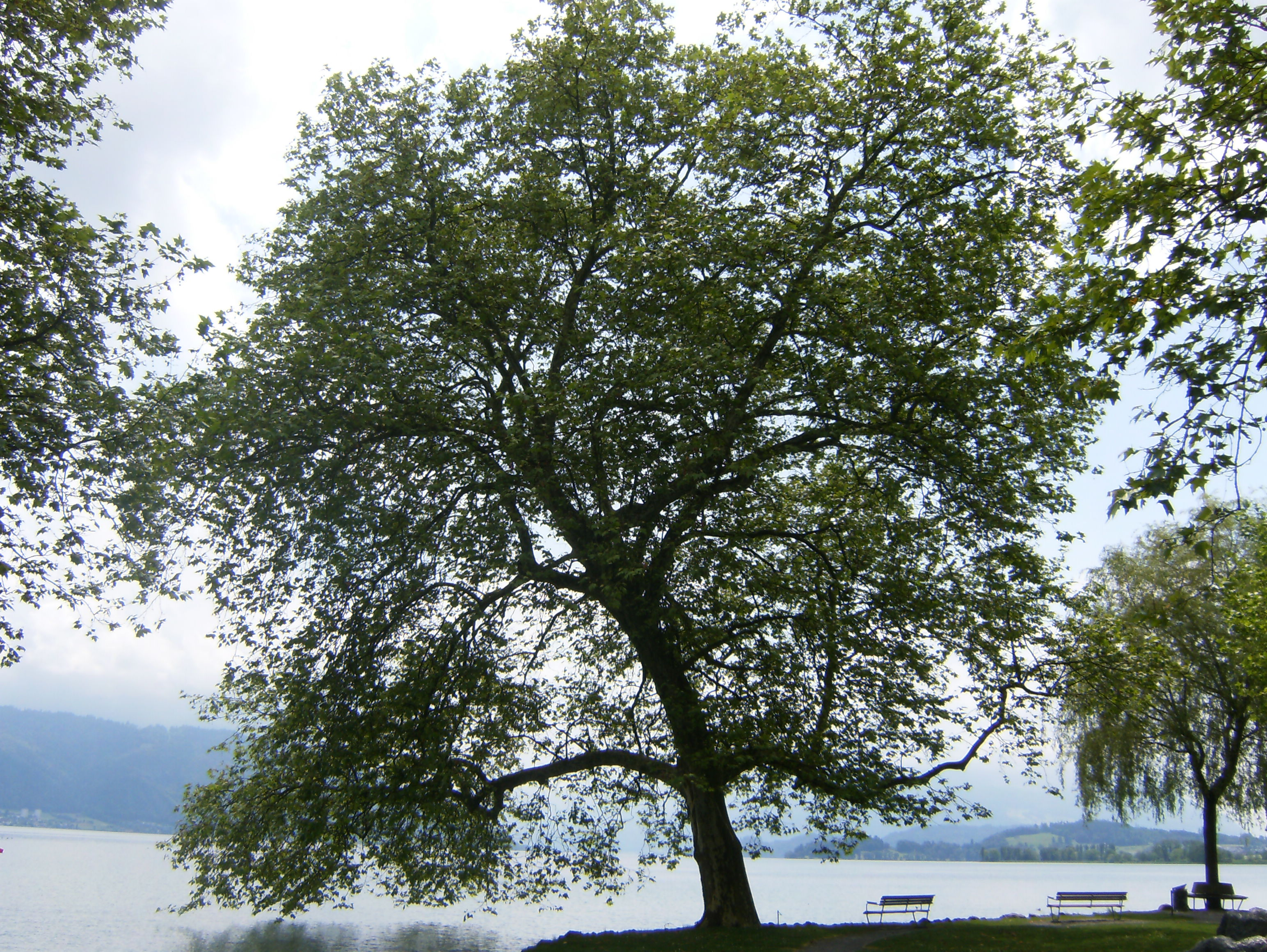
Villette-parken
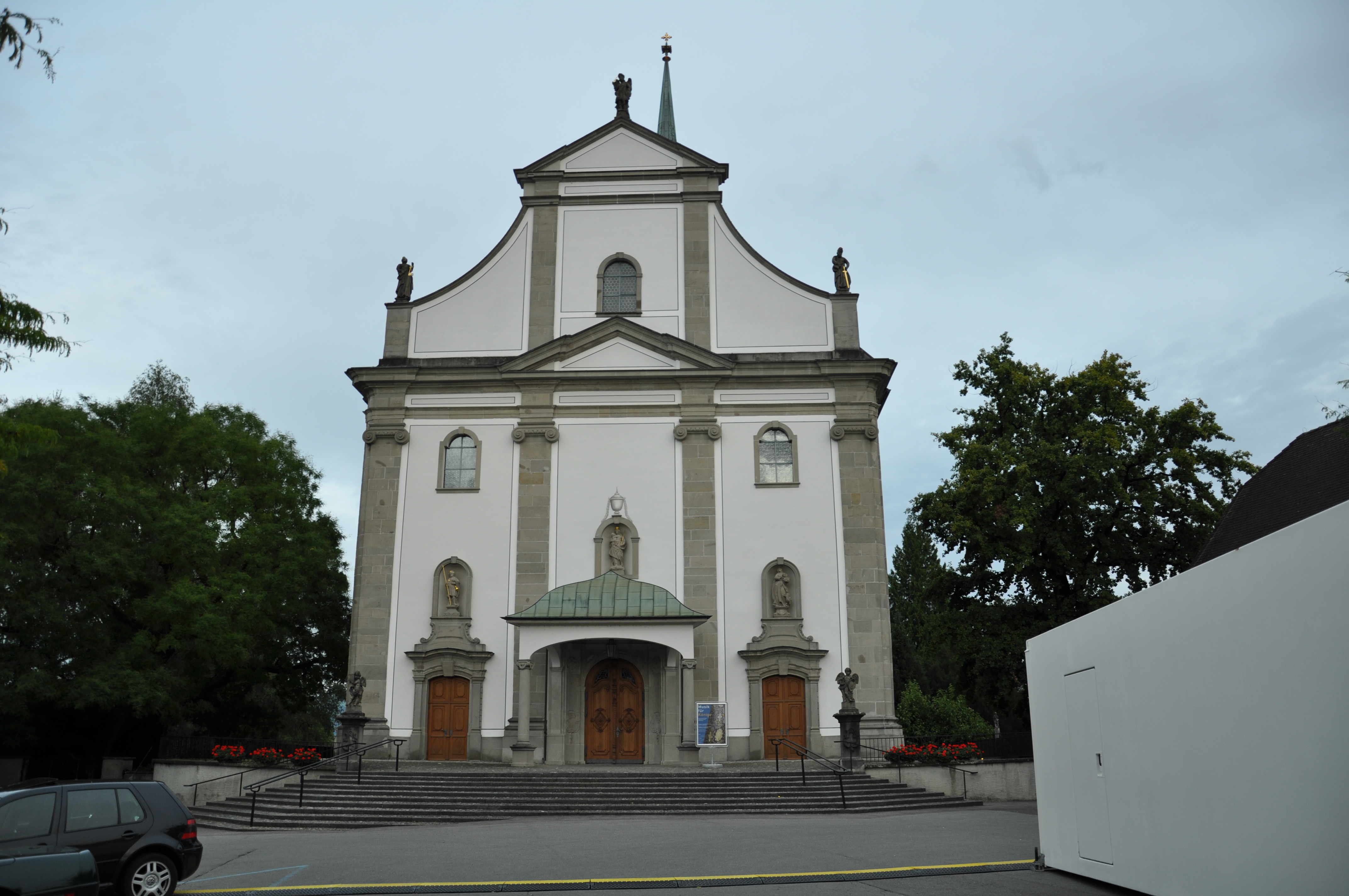
Sankt Jakobs-kyrkan
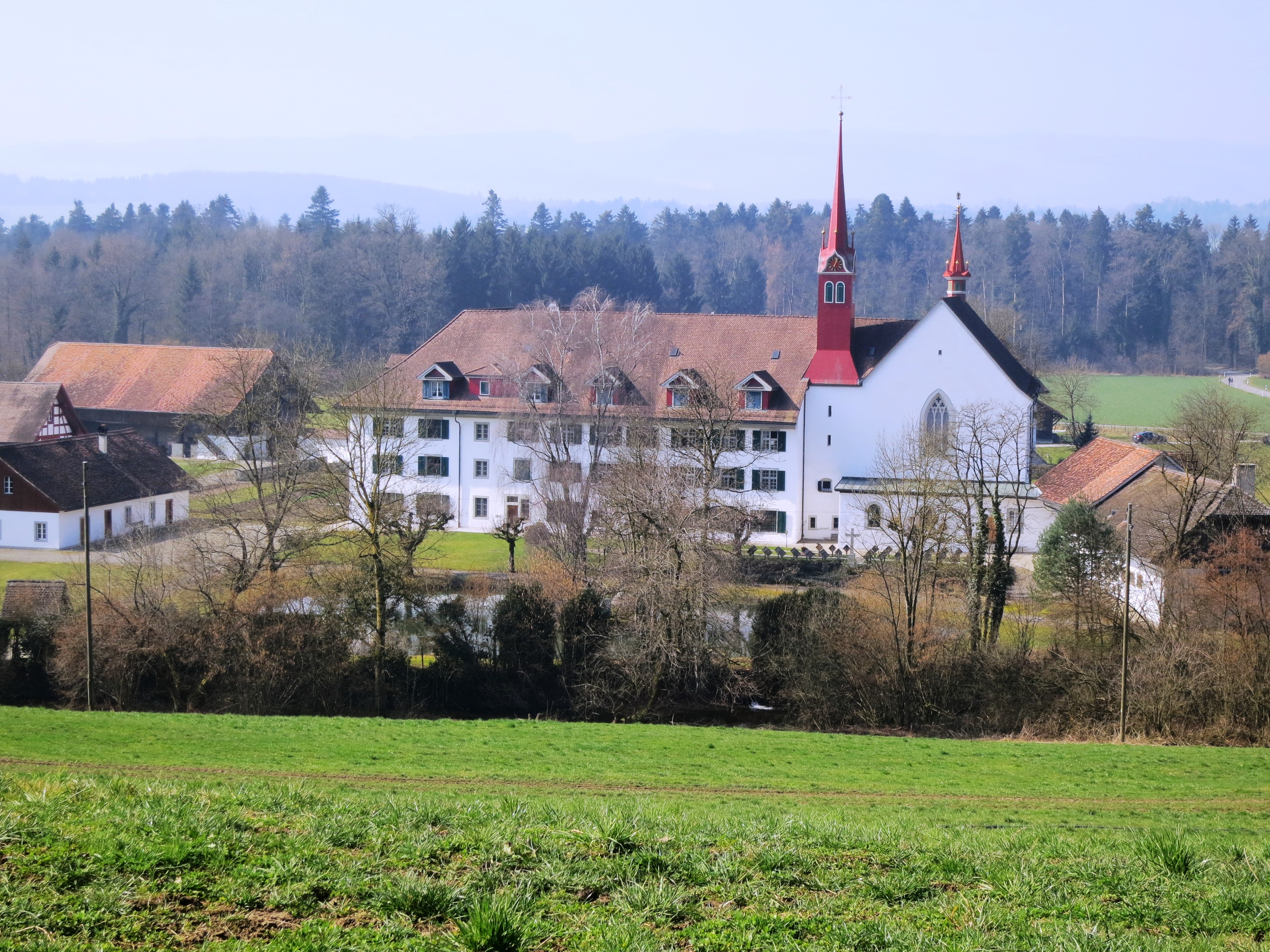
Klostret Frauenthal